# Irancy
Irancy ist eine Gemeinde im französischen Département Yonne (Region Bourgogne-Franche-Comté) in der Nähe der Stadt Auxerre. Die Gemeinde hat 243 Einwohner (1. Januar 2022), verfügt über eine Grundfläche von 11,98 km² und liegt auf einer Höhe von 171 Metern über dem Meeresspiegel.
Das Y am Ende des Ortsnamens lässt auf einen Ursprung keltisch-römischer Art schließen.

## Bevölkerungsentwicklung
Irancy gehört zu den kleinen Gemeinden des Départementes Yonne. Nachdem die Einwohnerzahl in der ersten Hälfte des 20. Jahrhunderts zugenommen hat, wurde seit Mitte der 1970er Jahre wieder ein kontinuierliches Schrumpfen der Einwohnerzahl verzeichnet.
| Jahr      | 1962 | 1968 | 1975 | 1982 | 1990 | 1999 | 2006 |
| --------- | ---- | ---- | ---- | ---- | ---- | ---- | ---- |
| Einwohner | 366  | 383  | 387  | 370  | 340  | 332  | 306  |

## Sehenswürdigkeiten
Die Pfarrkirche Saint-Germain, die mit romanischen und klassischen Elementen aufwartet. Die Akustik zur Aufführung kammermusikalischer Werke gilt als hervorragend.

## Wirtschaft und Infrastruktur
Irancy ist ein vorwiegend durch die Landwirtschaft (Weinbau und Obstbau) geprägtes Dorf. Heute gibt es einige wenige Betriebe des lokalen Kleingewerbes. Viele Erwerbstätige sind deshalb Wegpendler, die in den größeren Ortschaften der Umgebung ihrer Arbeit nachgehen.
Während der Anbau von Kirschen stark rückläufig ist, sind 251 Hektar des Gemeindegebietes mit Reben bestockt. Der Wein wird unter der kommunalen Herkunftsbezeichnung Irancy vermarktet, die seit dem 6. November 1998 anerkannt ist. Hier wird noch die seltene Rebsorte César gezogen. Die Winzer haben auch das Recht, die regionalen Herkunftsbezeichnungen Bourgogne, Bourgogne Aligoté, Bourgogne Passetoutgrain, Bourgogne Grand Ordinaire sowie Crémant de Bourgogne zu nutzen.

## Persönlichkeiten
- Geburtsort von Jacques-Germain Soufflot (1713–1780), Architekt. Er studierte in Rom, erbaute dann in Lyon das Hospital und ging 1750 zum zweiten Mal nach Italien. Nach seiner Rückkehr begann er sein Hauptwerk, die Kirche St. Geneviève in Paris (jetzt Panthéon), deren Kuppel zu den bekanntesten der Welt gehört. Er erbaute auch die Sakristei und die Schatzkammer von Notre Dame in Paris.
- Der Maler Georges Hosotte.
- Geburtsort von René Lagrange, Gewerkschafter zu Anfang des 20. Jahrhunderts.